# Theo Koppen
Theodore C. Koppen, detto Theo (Saint Louis, 25 aprile 1870 – Saint Louis, 3 marzo 1953), è stato un lottatore statunitense, specializzato nella lotta libera.

## Biografia
Rappresentò gli Stati Uniti ai Giochi olimpici estivi di Saint Louis 1904, dove fu sconfitto per decisione del giudice agli ottavi del torneo dei pesi piuma.
Lavorò come modellatore in una fonderia di ferro. In seguito fu impiegato nella produzione di stufe.